# 穆拉德纳加尔乌帕齐拉
穆拉德纳加尔乌帕齐拉是孟加拉国吉大港专区库米拉县的乌帕齐拉。
根据2011年3月15日的人口普查，穆拉德纳加尔乌帕齐拉总人口为523000人，其中男性人口占总人口的47%，女性占53%。穆拉德纳加尔乌帕齐拉管辖面积约为340.73平方公里，居民以孟加拉人为主。